# Эйххорст, Франц
Франц Эйххорст (нем. Franz Eichhorst; 7 сентября 1885, Берлин — 30 апреля 1948, Инсбрук) — немецкий художник, график и иллюстратор.

## Жизнь и творчество
Родился в семье городского чиновника. После окончания реального училища поступает в ремесленное, затем — в Прусскую академию изобразительных искусств, в класс Фридриха Калморгена. Участвовал в Большой берлинской художественной выставке 1909 года, на которой ему была присуждена малая золотая медаль. В 1911 году совершает учебные поездки по Бельгии, Франции, Италии и Испании, а в 1912 году — по Нидерландам. В годы Первой мировой войны уходит добровольцем на фронт и служит военным художником на Западном фронте. В начале 1920 годов переезжает в Австрию, в Тироль и обустраивает здесь свою рабочую мастерскую. В 1928 году он пишет одну из наиболее известных своих полотен, «Девочка с кувшином».
После прихода в Германии и в Австрии к власти национал-социалистов наиболее широкую известность получают работы Эйххорста, посвящённые военной тематике. В 1935—1938 годах он создаёт серию картин для ратуши района Шёнеберг в Берлине. В 1938 году А. Гитлер присваивает Эйххорсту звание профессора. Участник ряда Больших немецких художественных выставок в Доме немецкого искусства в Мюнхене. В общей сложности на этих выставках экспонировались 56 картин Эйххорста, в основном военного содержания, посвящённые боям Второй мировой войны в Польше и в СССР. Участвовал в выставках «Немецкие художники и СС», проходившие в 1944 году в Бреслау (ныне Вроцлав) и в Зальцбурге.

## Галерея
- Воспоминание о Сталинграде, 1943.
- Уличные бои (цикл фресок, ратхаус Шёнеберг, Берлин).
- Отражение танковой атаки
- От войны до возрождения (цикл фресок, ратхаус Шёнеберг, Берлин).
- В боях в Польше, 1940.